# 楊頤
杨颐（1824年—1899年），字子异，号蓉浦，晚号蔗农，广东茂名县（今属高州市）城西广潭村人。清末政治人物。

## 生平
杨颐幼孤，九岁通经史，十岁能文，十六岁得学使戴熙赏识，补为生员。道光二十一年（1841年），学使李崇阶荐以优贡进京。
咸丰二年（1852年），杨颐中式壬子科顺天乡试举人。此后回乡办理团练，抵抗陈金缸反清军队。同治四年（1865年）中进士，点翰林院庶吉士。同治七年（1868年）散馆，授编修，任武英殿总纂、国史馆纂修。历升詹事府左右赞喜、翰林院侍讲、侍读。光绪十年（1884年）八月任顺天府丞，次年改奉天府丞兼学政。光绪十三年（1887年）正月，授大理寺少卿。光绪十四年（1888年）提督江苏学政。光绪十七年（1891年）任光禄寺卿、太常寺卿。次年任都察院左都副御史。杨颐任内敢于直言不讳，不畏权贵。屡次弹劾包括曾国荃、李鸿章、刘坤一等封疆大吏。猜测其是因为直言而被调离都察院。
光绪二十二年（1896年）五月，任兵部左侍郎。次年兼署工部右侍郎，承修东陵风水围墙，直到慈禧重新接掌此事为止。光绪二十四年（1898年）三月兼署工部左侍郎。同年，告假回乡修墓，次年二月病卒于家。

## 著作
有《观稼堂诗抄》等。与陈兰彬总纂《高州府志》24册，总纂《茂名县志》7册。